# 18 Dywizja Lotnictwa Transportowego
18 Gwardyjska Taganrodzka Dywizja Lotnictwa Transportowego – lotniczy związek taktyczny Sił Zbrojnych Federacji Rosyjskiej.

## Struktura organizacyjna
W 1991
- dowództwo – Szali, Litewska SRR
- 128 Gwardyjski Leningradzki pułk lotnictwa transportowego – Panewieżys; Litewska SRR
- 196 Gwardyjski Miński pułk lotnictwa transportowego – Tarty, Estońska SRR
- 600 pułk lotnictwa transportowego – Kedajnaj, Litewska SRR